# Bèto Adriana
Eduardo Adriana, detto Bèto (Willemstad, 29 luglio 1925 – 10 aprile 1997), è stato un pesista, sollevatore e tiratore a segno olandese, che partecipò a due edizioni dei Giochi olimpici con la rappresentativa delle Antille Olandesi.

## Biografia
La sua carriera agonistica ebbe inizio gareggiando nel getto del peso, specialità in cui primeggiò ai Giochi centramericani e caraibici conquistando la medaglia d'oro nel 1946, quella d'argento nel 1950 e nel 1954 e di nuovo quella d'oro nel 1959. Contemporaneamente si dedicò anche al sollevamento pesi, disciplina in cui conquistò l'oro nella categoria dei pesi massimi ai Giochi centroamericani e caraibici del 1954 e del 1959 e l'argento nell'edizione del 1962. Sempre nel sollevamento pesi vinse anche tre medaglie di bronzo ai Giochi panamericani del 1955, 1959 e 1963 e partecipò alle Olimpiadi di Roma 1960. Tornò ai Giochi olimpici dodici anni dopo a Monaco di Baviera 1972, all'età di 47 anni, questa volta gareggiando nel tiro a segno: in quell'occasione fu designato come portabandiera delle Antille Olandesi alla cerimonia di apertura.

## Palmarès
| Anno | Manifestazione                    | Sede                | Evento                           | Risultato | Prestazione | Note |
| ---- | --------------------------------- | ------------------- | -------------------------------- | --------- | ----------- | ---- |
| 1946 | Giochi centramericani e caraibici | Barranquilla        | Getto del peso                   | Oro       |             |      |
| 1950 | Giochi centramericani e caraibici | Città del Guatemala | Getto del peso                   | Argento   |             |      |
| 1954 | Giochi centramericani e caraibici | Città del Messico   | Sollevamento pesi - Pesi massimi | Oro       |             |      |
| 1954 | Giochi centramericani e caraibici | Città del Messico   | Getto del peso                   | Argento   |             |      |
| 1955 | Giochi panamericani               | Città del Messico   | Sollevamento pesi - Pesi massimi | Bronzo    |             |      |
| 1959 | Giochi centramericani e caraibici | Caracas             | Sollevamento pesi - Pesi massimi | Oro       |             |      |
| 1959 | Giochi centramericani e caraibici | Caracas             | Getto del peso                   | Oro       |             |      |
| 1959 | Giochi panamericani               | Chicago             | Sollevamento pesi - Pesi massimi | Bronzo    |             |      |
| 1962 | Giochi centramericani e caraibici | Kingston            | Sollevamento pesi - Pesi massimi | Argento   |             |      |
| 1963 | Giochi panamericani               | San Paolo           | Sollevamento pesi - Pesi massimi | Bronzo    |             |      |